# True Song
| TRUE SONG                 | TRUE SONG                | TRUE SONG                |
| Álbum de Do As Infinity   | Álbum de Do As Infinity  | Álbum de Do As Infinity  |
| ------------------------- | ------------------------ | ------------------------ |
| Lanzamiento               | 26 de diciembre del 2002 | 26 de diciembre del 2002 |
| Grabación                 |                          |                          |
| Género                    | J-Rock/J-Pop             | J-Rock/J-Pop             |
| Duración                  | 45:43                    | 45:43                    |
| Discográfica              | Avex Trax                | Avex Trax                |
| Productor(es)             | Dai Nagao, Seiji Kameda  | Dai Nagao, Seiji Kameda  |
| Calificación profesional  |                          |                          |
|                           |                          |                          |
| Cronología Do As Infinity |                          |                          |
| Do The Best (2001)        | True Song (2002)         | Gates of Heaven (2002)   |

True Song es el cuarto álbum de estudio de la banda japonesa Do As Infinity lanzado a finales del año 2002.

## Información
El álbum contiene los sencillos "Shinjitsu no Uta" y "under the sun". La canción "under the moon" que supuestamente también debería estar incluida en el álbum, por razones desconocidas no fue incluida. Después de la última canción del álbum "Ai no Uta" se encuentra escondida tras algunos minutos de silencio una versión en vivo del hit del 2001 "Tooku Made".

## Lista de canciones
1. Kuusou Ryodan (空想旅団 kūsō ryodan?,  Brigada Fantasía)
2. under the sun
3. Good for you
4. I can't be myself
5. Perfect lady
6. Shinjitsu no Uta (真実の詩?   Canción Verdadera)
7. Grateful Journey
8. One or Eight
9. sense of life
10. "Wadachi-WADACHI-" (轍-WADACHI-?   Rut)
11. "Ai no Uta" (あいのうた?   Canción de Amor)
12. "Tooku Made" (遠くまで tōku made?,  A lo lejos) (3rd anniversary special live version) (canción secreta)

- Datos: Q1323603